# Ларри Лэнс
Ларри Лэнс (англ. Larry Lance) — персонаж комиксов издательства DC Comics, муж первой Чёрной канарейки и отец второй. Персонаж был создан робертом Канигером и Кармайном Инфантино и впервые появился в Flash Comics #92 (февраль 1948) как любовное увлечение Чёрной канарейки.
В 2011 году, после перезапуска вселенной DC Comics, известного как The New 52, концепция персонажа была пересмотрена и он вновь появился на страницах комиксов как Курт Лэнс, муж Дины Дрейк и бывший член Команды 7.
Пол Блэкторн играет персонажа по имени Квентин Ларри Лэнс в телесериалах Вселенной Стрелы.

## Вымышленная биография

### Ларри Лэнс
Ларри Лэнс Впервые появляется как любовный интерес Дины Дрейк (альтер эго Чёрной канарейки) и своеобразная мужская версия «дамы в беде», а также в качестве ценного союзника и напарника Чёрной канарейки. Позднее Ларри и Дина поженились и у них родилась дочь.
В выпуске Justice League of America #73 (август 1969) Ларри уделено больше внимания, так как он присматривает за Старменом, раненным в сражении со злодеем Водолеем. В Justice League of America #74 Ларри жертвует собой, чтобы спасти жену от сгустка космической энергии, направленного в неё Водолеем. После похорон мужа Чёрная канарейка вместе с дочерью проходит через портал между на Землю-1, так как на земле-2 слишком многое напоминает её о погибшем муже.
Почувствовав себя одинокой, Чёрная канарейка находит ларри Лэнса Земли-1, однако тот оказывается Коллекционером, посредником в общении с людьми Готэма. В его обязанности входило разрешать трудности, а в конце предъявлять счёт всем заинтересованным в этом. Он манипулировал Чёрной канарейкой и погиб в попытке убить Бэтмена на скачках.

### Посткризисная биография
Посткризисная биография практически ничем не отличается от докризисной за исключением нескольких деталей. В Birds of Prey #66 (июнь 2004) выясняется, что в прошлом Ларри был сторонником Джима Гордона, который стремился освободить общество от влияния со стороны мафии, в первую очередь со стороны семей Фальконе и Бертинелли. Разговор был прерван нападением серийного убийцы, известного как «Светловолосый мясник», который убивает Ларри и его жену. Впоследствии, спустя годы, вторая Чёрная канарейка найдёт убийцу и выяснит его личность.

### The New 52/Курт Лэнс
В 2011 году, после перезапуска вселенной DC Comics, известного как The New 52, Чёрная канарейка, она же Дина Дрейк Лэнс, скрывается от властей за убийство своего мужа, Курта Лэнса. Тем не менее. в комиксе Teen Titans #8 (июнь 2012) показан спецотряд, созданный Амандой Уоллер и носящий название «Команда 7» — его членом является живой и здоровый Курт Лэнс, выполняющий сверхсекретные операции . После старта в ноябре 2012 года серии комиксов Team 7 были подробнее раскрыты обстоятельства его «смерти», когда он работал на правительство вместе с Амандой Уоллер, Детстроуком и Чёрной канарейкой (тогда ещё носящей свою девичью фамилию).

## Вне комиксов

Пол Блэкторн в роли Квентина Лэнса

### Вселенная Стрелы
Во Вселенной Стрелы полное имя персонажа звучит как Квентин Ларри Лэнс (Пол Блэкторн), он служащий полиции Старлинг-сити / Стар-сити (в разное время занимал должность детектива, офицера и капитана), а впоследствии заместитель мэра Оливера Куина
- Впервые персонаж появляется в телесериале «Стрела», он является детективом полиции Старлинг-сити и занимается делом недавно появившегося линчевателя, которого все зовут Капюшоном (англ. The Hood)[8]. Несмотря на первоначальное мнение о том, что Капюшон является преступником, впоследствии он начал регулярно сотрудничать с ним с целью поймать других преступников. Во втором сезоне был понижен до офицера, но в третьем получил должность капитана. В пятом сезоне уволился из полиции и был выбран заместителем мэра. Также у него есть две дочери: Дина Лорел Лэнс / Чёрная Канарейка (Кэти Кэссиди) и Сара Лэнс / Белая Канарейка (Кейти Лотц).
- В телесериале «Флэш» появляется в одном эпизоде — «Кто такой Харрисон Уэллс?». Он помогает приехавшим в Старлинг-сити Джо Уэсту и Циско Рамону расследовать смерть настоящего Харрисона Уэллса[9].
- В «Легендах завтрашнего дня» его персонаж замечен дважды — в эпизоде «Последнее пристанище» он отчитывает свою дочь Сару за очередное правонарушение, а в эпизоде «Легендарные» он с уже взрослой Сарой стоит перед могилой Лорел, погибшей от рук Дэмиана Дарка[10].